# Luitfrid II d'Alsàcia
Liutfrid II (Koenigshoffen, Estrasburg, 740 - 802) fou duc d'Alsàcia de 767 a 802. Era fill de Luitfrid I, duc d'Alsàcia, i de Hiltrudis de Wormsgau. Havia estat comte de Sundgau i fou l'últim de la dinastia dels Eticònids. Es casà amb Hiltrudis, filla d'Otbert III, amb la que va tenir Hug III de Tours i Luitgarda d'Alemanya.